# HR 5183
Désignations
HR 5183, également désignée HD 120066, est une étoile naine jaune de la constellation zodiacale de la Vierge. Elle possède une exoplanète découverte en 2019, HR 5183 b. Elle est également physiquement liées à une autre étoile, désignée HIP 67291. Le système est distant de ∼ 103 a.l. (∼ 31,6 pc) de la Terre.

## Structure et membres

### HR 5183 a, l'étoile
HR 5183 a est une étoile naine jaune de type G0V,. Sa magnitude apparente est de 6,33.

### HR 5183 b, la planète
HR 5183 b est une exoplanète de type Super-Jupiter en orbite autour de HR 5183 a avec une excentricité importante. Son périhélie est environ la distance ceinture d'astéroïdes-Soleil et son aphélie est supérieure à la distance Soleil-Neptune. Elle fait 3 fois la masse de Jupiter. La période orbitale est estimée à entre 45 et 100 ans terrestres,,.

## HIP 67291, étoile compagne
HIP 67291 est une autre étoile qui apparaît physiquement liée à HR 5183, c'est une étoile de type K7V située à plus de 15 000 UA de l'étoile principale.